# 亭主の家出
『亭主の家出』（ていしゅのいえで）は、1978年10月2日から1979年3月26日までテレビ朝日系列で放映されたテレビドラマ。主演は小林桂樹。全26回。制作はテレパック。

## 概要・あらすじ
主人公の鯉沼彦九は47歳、一流ホテルの宴会課長。見合い結婚して20年になり、女子大生の長女と高校3年生の長男の2人の子供がいる。職場で仕事に追われるが、家に帰れば妻と子供に主権を奪われ、好き勝手なことをされて邪魔者扱い。彦九の笑顔の裏にはそんな哀しい悩みがあった。亭主は元気で留守がいいと思いがちな妻に反抗し、理想郷「亭主の館」を作って、同じような悩みを持つ真造や愛人から逃げ出したい旧友・浦山らと共にそこへの家出を試みる彦九。そんな中年男たちの哀歓をコメディタッチで描いた。

## 出演
- 鯉沼彦九：小林桂樹
- 鯉沼琴江：三ツ矢歌子
- 速水辰雄：秋野太作
- 鯉沼駒子：池上季実子
- 鯉沼浩一：山田隆夫
- 高丘のり子：かたせ梨乃
- 早瀬文夫：渡辺寛二
- 吉川義夫：吉田次昭
- 横田：今井耕二
- 悟（彦九の甥）：小倉一郎
- 夏木静夫：岸部一徳
- 柳川二郎：早川雄三
- 速水圭子：榊原るみ
- 小川真造：今福正雄
- 小川有香：岩井友見
- 水原伸吾：谷隼人
- 村田良子：風祭ゆき
- 太田幸三：若松芳次
- ボーイ：中村俊安
- 吉川の母・夕子：稲野和子
- 三枝子（伸吾の恋人）：結城しのぶ
- 矢沢：中条静夫
- 蟹山：名古屋章
- 黒田：桜井センリ
- 松原マチ子：岸田今日子
- 浦山春男：杉浦直樹
- 真木会長：森繁久彌

## スタッフ
- 原作：吉村昭「亭主の家出」（文藝春秋刊）
- 脚本：福田陽一郎、八木柊一郎
- 音楽：小川よしあき
- 技術：佐々木俊幸
- カメラ：石川恵洋
- カラー調整：白鳥好一
- 録画編集：今村信男
- 照明：藤原武夫
- 音声：奥山東宣宏
- 音響効果：塚田益章
- 演出補：中山緑郎
- 美術制作：吉田純二
- デザイン：佐野均
- 美術進行：宮崎守弘
- 大道具：西田忠司
- 装飾：福田健一
- 持道具：鵜沼裕作
- 衣裳：恩田泰治
- 化粧：小島和子
- ロケ協力：全日空
- 衣裳協力：斉憲、ポップモード
- 制作主任：杉村治司
- 制作協力：渋谷ビデオスタジオ
- プロデューサー：本多勝也、河原公輔（KBC）
- 演出：福田陽一郎、大黒章弘、本多勝也、河原公輔
- 制作：九州朝日放送、テレパック
- 八社共同制作：九州朝日放送、北海道テレビ、東日本放送、テレビ朝日、名古屋テレビ、朝日放送、広島ホームテレビ、瀬戸内海放送

## 主題歌
- 「ローテーション」
  - 作詞：藤公之介
  - 作曲：森田公一
  - 唄：森田公一とトップギャラン（CBSソニー）

## サブタイトル
| 話数       | 放送日         | サブタイトル         | 脚本       | 演出               |
| ---------- | -------------- | -------------------- | ---------- | ------------------ |
| 第一回     | 1978年10月2日  | （サブタイトル無し） | 八木柊一郎 | 福田陽一郎         |
| 第二回     | 1978年10月9日  | 嗚呼！結婚           | 八木柊一郎 | 福田陽一郎         |
| 第三回     | 1978年10月16日 | 日はまた昇る         | 八木柊一郎 | 大黒章弘           |
| 第四回     | 1978年10月23日 | 男ごころ・女ごころ   | 福田陽一郎 | 大黒章弘           |
| 第五回     | 1978年10月30日 | 味方か敵か           | 八木柊一郎 | 大黒章弘           |
| 第六回     | 1978年11月6日  | 亭主の館             | 福田陽一郎 | 大黒章弘           |
| 第七回     | 1978年11月13日 | 翔んでる男たち       | 福田陽一郎 | 大黒章弘           |
| 第八回     | 1978年11月20日 | 自由を我らに！       | 八木柊一郎 | 大黒章弘           |
| 第九回     | 1978年11月27日 | 帰って来た亭主       | 八木柊一郎 | 大黒章弘           |
| 第十回     | 1978年12月4日  | 迷える仔羊           | 八木柊一郎 | 大黒章弘           |
| 第十一回   | 1978年12月11日 | 男はシンボー         | 八木柊一郎 | 大黒章弘           |
| 第十二回   | 1978年12月18日 | オトコはつらいよ     | 福田陽一郎 | 大黒章弘           |
| 第十三回   | 1978年12月25日 | 夢よ羽ばたけ         | 福田陽一郎 | 大黒章弘           |
| 第十四回   | 1979年1月1日   | 新春家出譚           | 八木柊一郎 | 大黒章弘           |
| 第十五回   | 1979年1月8日   | 家出の仕方教えます   | 八木柊一郎 | 大黒章弘           |
| 第十六回   | 1979年1月15日  | 亭主の館へもう一度   | 八木柊一郎 | 大黒章弘           |
| 第十七回   | 1979年1月22日  | 只今出張中？         | 福田陽一郎 | 大黒章弘           |
| 第十八回   | 1979年1月29日  | 一歩前進、二歩後退   | 福田陽一郎 | 大黒章弘           |
| 第十九回   | 1979年2月5日   | 恋の共通一次試験     | 八木柊一郎 | 大黒章弘           |
| 第二十回   | 1979年2月12日  | オレ亭主47歳         | 八木柊一郎 | 大黒章弘           |
| 第二十一回 | 1979年2月19日  | 花が女か男が蝶か     | 八木柊一郎 | 大黒章弘           |
| 第二十二回 | 1979年2月26日  | 鬼のカク乱           | 福田陽一郎 | 本多勝也、河原公輔 |
| 第二十三回 | 1979年3月5日   | 女房子供はいわしの頭 | 八木柊一郎 | 大黒章弘           |
| 第二十四回 | 1979年3月12日  | 結婚のあとさき       | 福田陽一郎 | 大黒章弘           |
| 第二十五回 | 1979年3月19日  | 夫婦                 | 八木柊一郎 | 大黒章弘           |
| 最終回     | 1979年3月26日  | ローテーション       | 八木柊一郎 | 大黒章弘           |